# País de Auge
El país de Auge (en francés: Pays d'Auge, es una región natural de Francia, repartida entre los departamentos de Calvados y del Orne, así como el oeste del departamento del Eure.
El país de Auge está considerado como una Ciudad y país de arte y de historia desde el año 2000.
Se corresponde con la cuenca del río Touques. Esta región de granjas rodeadas de setos, en las que las ciudades tienen nombres como Camembert, Livarot, Orbec y Pont-l'Évêque, es considerada como el arquetipo del paisaje de Normandía, con sus vacas, sus manzanos y sus chaumières (casa tradicional normanda).
Muchas de sus ciudades y sus playas tienen renombre en Francia y en el extranjero: Deauville, Trouville-sur-Mer, Honfleur, Lisieux.
Además de las actividades agrícolas y de la industria de la alimentación (producción de sidra, calvados -un aguardiente hecho a partir del zumo de la manzana- derivados lácteos) en la economía de la zona tiene gran importancia el sector turístico debido a la cercanía de Isla de Francia.

## Geografía

### Límites y divisiones administrativas
El país de Auge está delimitado por la cuenca hidrográfica del río Touques, por el río Dives, al oeste, la costa Florida,  al norte,  y las colinas de Argentan, al sur. 
El país de Auge comprendía los cantones (suprimidos el 22 de marzo de 2015) de: Blangy-le-Château, Cabourg, Cambremer, Cormeilles en parte (valle del  Calonne), Dozulé, Exmes, Gacé, Honfleur, Lisieux, Livarot, Mézidon-Canon, Orbec, Pont-l'Évêque, Saint-Pierre-sur-Dives, Troarn, Trouville-sur-Mer, Thiberville y Broglie en parte, Trun y Vimoutiers.
Anteriormente, Calvados y Orne formaban parte de la extinta región de Basse-Normandie, en la que, por tanto, está incluido, excepto algunos comunas de Eure de los cantones de Cormeilles, de Thiberville y de Broglie. Estas comunas son: Asnières, Bailleul-la-Vallée, Le Bois-Hellain, La Chapelle-Bayvel, La Chapelle-Gauthier, La Chapelle-Hareng, La Goulafrière, Cormeilles, Fatouville-Grestain, Fiquefleur-Équainville, Fontaine-la-Louvet, La Lande-Saint-Léger, Manneville-la-Raoult, Piencourt, Les Places, Saint-Germain-la-Campagne, Saint-Pierre-de-Cormeilles, Saint-Pierre-du-Val y Saint-Sylvestre-de-Cormeilles.

## Galería de imágenes

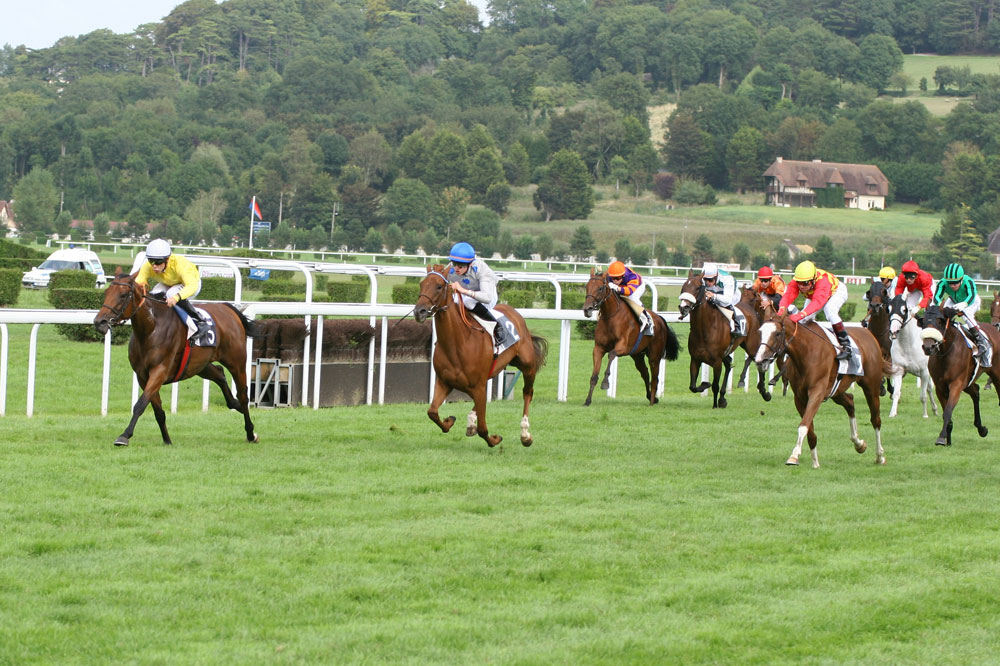
Hipódromo de Deauville-Clairefontaine
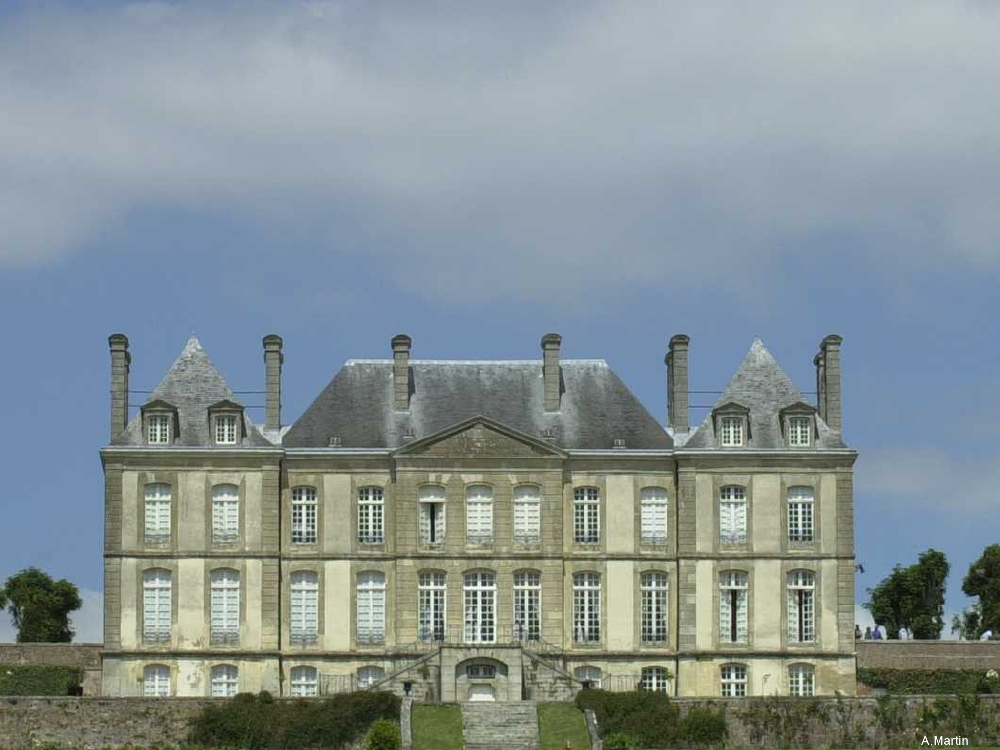
Haras national du Pin
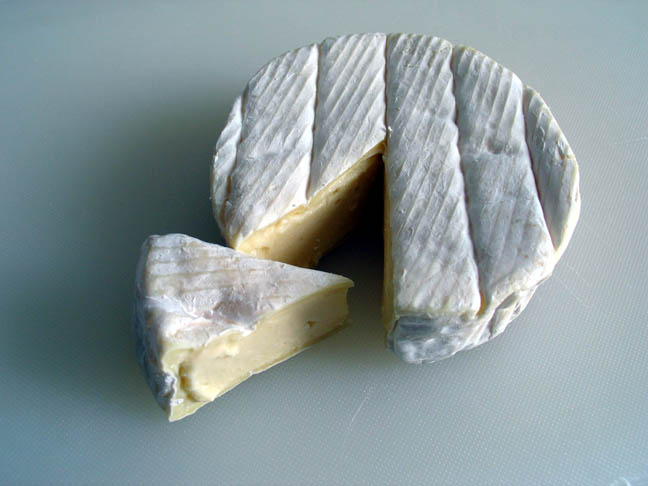
Camembert de Normandie
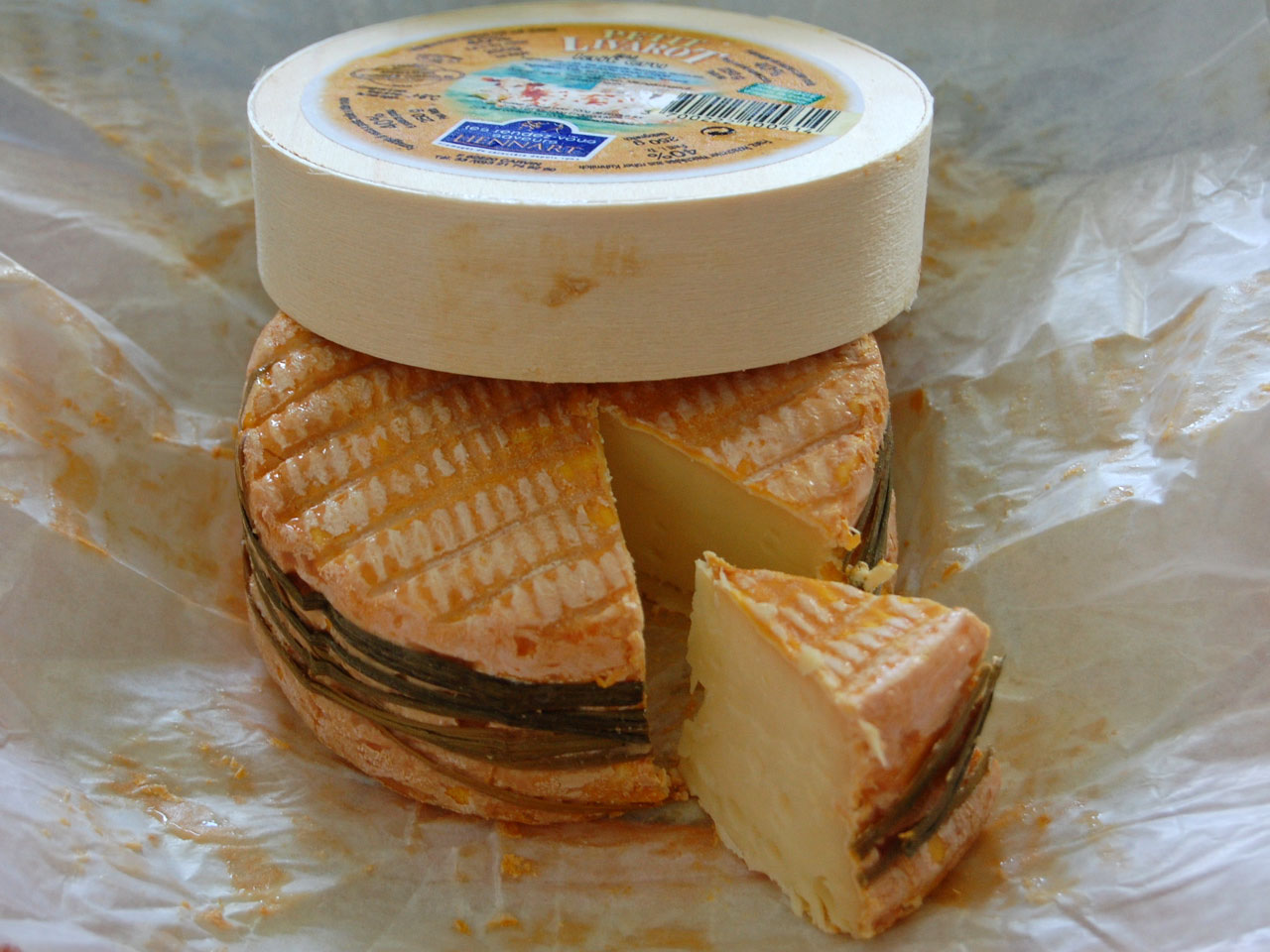
Petit livarot

- Datos: Q1536316